# Dvärgfotingar
Dvärgfotingar (Symphyla) är en klass i stammen leddjur. Klassen omfattar cirka 200 arter. 
Några arter betraktas i växthus som skadedjur.

## Kännetecken
Dvärgfotingarna är små och långsmala med tolv par ben som fullvuxna. Längden varierar från knappt 2 millimeter till 8 millimeter. De är vita eller gråvita och har mjuk hud och två stjärtspröt. De saknar ögon och har långa antenner. Larvstadierna har i början 6 eller 7 benpar.

## Levnadssätt
Dvärgfotingarna påträffas under förna, under stenar, i jorden, i klippspringor, under mossa, i grottor och andra liknande mörka miljöer. De kan påträffas mer än en meter ner i jorden. De kan dock inte själva gräva gångar utan är beroende av naturliga gångar och sprickor eller gångar som är gjorda av andra djur, till exempel maskar. Hanen avger spermiepaket som honan senare kan plocka upp, någon direkt parning förekommer således inte. Dvärgfotingarna är allätare och kan till exempel livnära sig på alger, svampar, bakterier, växter och döda smådjur. De kan vara skadegörare på odlade växter då de äter upp rötter och groddar på groende fröer. 

## Utbredning
Dvärgfotingarna finns i hela världen utom på de allra kallaste och allra torraste platserna.

## Systematik
Alla dvärgfotingar anses tillhöra samma ordning, Scolopendrellida. Denna ordning delas in i två familjer och 13 släkten. Cirka 200 arter är kända för närvarande men det verkliga antalet är troligen betydligt större. I Norden är 8 arter kända.

### Arter i Norden
Följande åtta arter finns i Norden:
- Familj Snabbdvärgfotingar (Scutigerellidae)
  - Släkte Norddvärgfotingar (Scutigerella)
    - Kortborstdvärgfoting (S. immaculata)
    - Tätborstdvärgfoting (S. causeyae)
    - Långborstdvärgfoting (S. palmonii)

  - Släkte Syddvärgfotingar (Hanseniella)
    - Växthusdvärgfoting (Hanseniella caldaria)

- Familj Slankdvärgfotingar (Scolopendrellidae)
  - Släkte Smaldvärgfotingar (Scolopendrellopsis)
    - Klodvärgfoting (S. subnuda)

  - Släkte Findvärgfotingar (Symphylella)
    - Fyrborstdvärgfoting (S. elongata)
    - Mångborstdvärgfoting (S. isabellae)
    - Späddvärgfoting (S. vulgaris)